# Namakwanus davisi
Namakwanus davisi är en skalbaggsart som beskrevs av Deschodt och Clarke H. Scholtz 2007. Namakwanus davisi ingår i släktet Namakwanus och familjen bladhorningar. Inga underarter finns listade i Catalogue of Life.